# Brummelův dům
Brummelův dům je obytný činžovní dům v Plzni na Jižním Předměstí v ulici Husova, který byl přestavěn roku 1929 podle projektu architekta Adolfa Loose pro rodinu obchodníka Jana Brummela. Od roku 2002 je chráněn jako nemovitá kulturní památka České republiky. Rezidence Brummelových je zapsána v katalogu moderní architektury mezinárodní organizace Iconic Houses, která sdružuje mimořádná díla světových architektů, architektonicky významné domy, domy umělců a ateliéry z 20. století přístupné veřejnosti jako domovní muzea.

## Historie
Původní dům s historizující fasádou pocházel z roku 1886 a byl vystavěn plzeňským stavitelem Eduardem Krohou. V roce 1912 byly k jeho západnímu průčelí přistavěny garáže. V souvislosti s přestavbou domu roku 1929 vznikla na návrh architekta Loose nástavba dvou podlaží, upraveny všechny interiéry a historizující fasáda přizpůsobena nové části domu.
Roku 1939 se dům i sousední sklad se stavebním dřevem dostaly do německých rukou a rodina byla přestěhována do druhého patra, kam původně z předsíně vedlo točité schodiště na plochou střechu. V roce 1942 byli členové rodiny deportováni do koncentračního tábora Terezín, kde matka Jany Brummelové Hedvika Liebsteinová roku 1943 zemřela; manželé Brummelovi se zpět vrátili v říjnu 1945.
Po roce 1948 došlo k zavedení lokálního vytápění jednotlivých místností a rozdělení bytu pro nové nájemníky. V roce 1962 objekt převzal stát. Sídlil zde Klub architektů, který jej po smrti posledního potomka původních majitelů v roce 1986 získal celý. V té době se dům nacházel ve velmi špatném stavu, byl proto podle projektu architekta Straňáka stavebně upraven a přestavěn pro potřeby klubu. Přečkal i plánovanou demolici v souvislosti s výstavbou autobusového nádraží.
V roce 1991 jej v restituci získala rodina zpět. V letech 2001–2015 proběhla jeho rekonstrukce a byl otevřen veřejnosti. Roku 2003 se v Plzni konalo mezinárodní symposium „Adolf Loos /Dílo a rekonstrukce“. V prohlášení nazvaném „Plzeňské memorandum“ vydaném na závěr bylo konstatováno, že: „Loosovy plzeňské interiéry patří k základním kamenům moderní světové architektury a jsou neopomenutelnou součástí evropského kulturního dědictví.“

## Popis
Dům obdélného půdorysu stojí na severní straně Husovy třídy s hlavním průčelím orientovaným k jihu. Je složen ze dvou částí. Východní část je trojtraktová, podsklepená a vznikla přestavbou staršího jednopatrového řadového domu se sedlovou střechou. Západní dvoupatrová nepodsklepená část má dva trakty s plochou střechou a pochází z roku 1929. Moderní průčelí jsou jednoduchá a hladká, pravá část uliční fasády o sedmi osách má dvě krajní okna sdružená.
Soukromý pětipokojový byt se nachází v prvním poschodí a vede k němu vchod přes široké schodiště. Širokou podestou schodišťové haly se vstupuje do vlastní malé předsíně, odtud vedou dveře do obývacího pokoje a do soukromého prostoru ložnice s koupelnou. Obývací pokoj je spojen s jídelnou, oddělenou dřevěnými sloupy od přípravny jídla. Za jídelnou je obývací pokoj a ložnice matky Jany Brummelové. Jídelna je obložena ušlechtilým dřevem z tmavožluté kořenovice kanadského topolu, obývací pokoj mořeným tmavým dubem. Všemi společenskými místnostmi probíhá enfiláda, která končí čtyřdílnými dveřmi na prostornou terasu.
Adolf Loos navrhl také úpravu interiéru bytu Lea Brummela, bratra Jana Brummela, v Plzni na Klatovské 140.